# Stepan Ochrymowycz
Stepan Ochrymowycz (ur. 18 września 1905 w Skolem, zm. 10 kwietnia 1931 w Zawadowie) – ukraiński nacjonalistyczny działacz polityczny.

## Życiorys
Urodził się w rodzinie księdza greckokatolickiego. Uczęszczał do gimnazjum we Lwowie, a później w Stryju. W czasie nauki w gimnazjum został członkiem UWO i Płastu. Gimnazjum ukończył w 1923. 
Przez rok studiował filozofię na Tajnym Uniwersytecie Ukraińskim we Lwowie, następnie na Uniwersytecie Lwowskim.
Działał w Związku Ukraińskiej Młodzieży Nacjonalistycznej, gdzie kierował referatem ideologicznym, i był jednym z redaktorów wydawanego przez SUMN „Junactwa”. Działał również w Płaście, w kureniu Zahin Czerwonoji Kałyny. Redagował też czasopism „W dorohu” i „Studentskyj Szlach”, był przewodniczącym Ukraińskiego Towarzystwa Studenckiego w Stryju, filii Towarzystwa Wykładów Naukowych im. P. Mohyły.
Działał w Organizacji Ukraińskich Nacjonalistów pod pseudonimem Obuchowycz, w okresie od października 1930 do kwietnia 1931 był prowidnykiem krajowym OUN. Aresztowany w marcu 1931, osadzony w areszcie był ciężko pobity podczas przesłuchań, wskutek czego zmarł wkrótce po opuszczeniu aresztu, w domu rodziców.